# Patrik Rikl
Patrik Rikl (ur. 6 stycznia 1999 w Bradenton) – czeski tenisista.
Syn Davida Rikla, zawodowego tenisisty w latach 1989–2005.

## Kariera tenisowa
W zawodach rangi ITF Men’s World Tennis Tour zaczął startować od 2014 roku. W cyklu ATP Tour zwycięzca jednego turnieju z dwóch rozegranych finałów w grze podwójnej.
Zadebiutował w Wielkim Szlemie podczas Australian Open 2025, gdzie startował w parze z Petrem Nouzą. Para odpadła w pierwszej rundzie.
W rankingu gry pojedynczej najwyżej był na 392. miejscu (1 października 2018), a w klasyfikacji gry podwójnej na 72. pozycji (21 października 2024).

### Finały w turniejach ATP Tour
| Legenda                                      |
| -------------------------------------------- |
| Wielki Szlem                                 |
| Igrzyska olimpijskie                         |
| Tennis Masters Cup / ATP Finals              |
| ATP Masters Series / ATP Tour Masters 1000   |
| ATP International Series Gold / ATP Tour 500 |
| ATP International Series / ATP Tour 250      |

#### Gra podwójna (1–1)
| Końcowy wynik | Nr | Data                 | Turniej   | Nawierzchnia  | Partner    | Przeciwnicy                     | Wynik finału |
| ------------- | -- | -------------------- | --------- | ------------- | ---------- | ------------------------------- | ------------ |
| Finalista     | 1. | 20 października 2024 | Sztokholm | Twarda (hala) | Petr Nouza | Harri Heliövaara Henry Patten   | 5:7, 3:6     |
| Zwycięzca     | 1. | 6 kwietnia 2025      | Marrakesz | Ceglana       | Petr Nouza | Hugo Nys Édouard Roger-Vasselin | 6:3, 6:4     |